# Sailor Moon R
Sailor Moon R (jap. 美少女戦士セーラームーンR Bishōjo Senshi Sērā Mūn Āru) – druga seria anime Sailor Moon, którą podzielono na dwie części: jedna składa się z 13 odcinków (47–59), a druga z 30 odcinków (60–89). Zostało wyemitowane w 1993 roku. Seria jest związana z mangą napisaną przez Naoko Takeuchi. Powstał także film pełnometrażowy – Sailor Moon R: The Movie.
W 1994 roku, w 16. Anime Grand Prix, organizowanym przez magazyn Animage, druga seria Czarodziejki zajęła drugie miejsce w kategorii: najlepsze anime.

## Fabuła
W pierwszej części serii w Tokio uderza meteoryt, czego skutkiem jest pojawienie się Obcych Makaiju. W życiu codziennym ukrywają się oni pod postaciami Seijūrō i Natsumi. Czarodziejki, które straciły pamięć i moc po wydarzeniach z poprzedniej serii, teraz zostają ponownie przebudzone przez Lunę. Ponownie stają one do walki, w której pomaga im Książę Księżycowej Poświaty.
W drugiej serii anime pojawia się Chibiusa, która okazuje się być przyszłą córką Usagi i Mamoru. Antagonistami serii jest Bractwo (Rodzina) Czarnego Księżyca, której celem jest zdobycie Srebrnego Kryształu. Okazuje się, że przybyli oni z XXX wieku, w którym opanowali Kryształowe Tokio, a ich drugim celem jest zabicie Chibiusy.

## Postacie

### Książę Księżycowej Poświaty
Książę Księżycowej Poświaty (jap. 月影の騎士 Tsukikage no Naito; The Moonlight Knight) – rycerz pojawiający się w pierwszej części serii R, wspierający Czarodziejkę z Księżyca i pozostałe wojowniczki. Ostatecznie okazuje się, że jest on drugą (niezależną) tożsamością Mamoru Chiby, który podświadomie chciał bronić Usagi.

### Obcy Makaiju
- Drzewo Zła i Ciemności (jap. 魔界樹 Makaiju) – drzewo, które zostaje przywiezione na Ziemie przez Aila i Annę. Są oni jego opiekunami i uważają, że drzewo do wzrostu wymaga zbierania energii od ludzi[5]. Ostatecznie okazuje się, że drzewo jest rodzicem Aila i Anny i oczekiwało od nich jedynie miłości, usiłując jednocześnie nauczyć ich tego uczucia. Pod koniec sagi, Ail, Anna i drzewo opuszczają planetę[4]. Występuje tylko w anime.
- Ail (jap. エイル Eiru) – partner Anny, opiekun drzewa Makaiju, który przybiera ziemskie imię Seijūrō Ginga i uczęszcza do szkoły Jūban Junior High School. Będąc w ziemskiej postaci, udaje, że Anna jest jego siostrą. Przyzywa kardiany za pomocą swojego fletu z kart tarota, których zadaniem jest pobranie jak największej energii dla Makaiju, drzewa pozwalającego żyć Ail i Ann. Od pierwszego wejrzenia zakochuje się bez wzajemności w Usagi[5]. Ostatecznie Makaiju buntuje się przeciw jego metodom i zabija Annę, ale potem przywraca ją do życia. Pod koniec sagi, Ail, Anna i drzewo opuszczają planetę[4]. Występuje tylko w anime.
- Anna (jap. (アン An)) – partnerka Aila, opiekunka drzewa Makaiju, która przybiera ziemskie imię Natsumi Ginga i uczęszcza do szkoły Jūban Junior High School. Będąc w ziemskiej postaci, udaje, że Ail jest jej bratem. Wybiera kardiany z kart tarota Aila, które mają zbierać energię od ludzi. Od pierwszego wejrzenia zakochuje się bez wzajemności w Mamoru[5]. Zostaje zabita przez Makaiju, ale potem zostaje przywrócona przez nie do życia. Pod koniec sagi, Ail, Anna i drzewo opuszczają planetę[4]. Występuje tylko w anime.

### Bractwo Czarnego Księżyca
- Mędrzec (jap. ワイズマン Waizuman; Wiseman) znany także jako Fantom Śmierci (jap. デス・ファントム Desu Fantomu; Death Phantom) – doradca Rodziny Czarnego Księżyca i główny antagonista serii. Według mangi, w przyszłości walczył z Królową Serenity, która wygnała go na planetę Nemesis. Wówczas Fantom Śmierci zjednoczył się z planetą i wytworzył swoją drugą tożsamość – Mędrca[6]. Następnie wkradł się w łaski Bractwa Czarnego Księżyca, manipulując nimi i chcąc w rzeczywistości realizować własny plan[7]. Po wyeliminowaniu Diamanda i Saphira, Fantom Śmierci usiłował walczyć z Sailor Moon i Sailor Chibi Moon, jednak zginął dzięki połączonej mocy dwóch Srebrnych Kryształów[8]. Jest jedną z form Chaosu[9].
- Książę Diamand (jap. プリンス・デマンド Purinsu Demando; Demand) (od diamentu) – dowódca Rodziny Czarnego Księżyca, wygnanej na planetę Nemesis, starszy brat Saphira. Zakochuje się w królowej Serenity i kiedy po raz pierwszy widzi Sailor Moon wie, że to ona jest przyszłą królową[10]. Przygotowuje plan przejęcia Kryształowego Tokio, poprzez zmianę historii, zatem cofa się w czasie do XX wieku. Bezgranicznie ufa Mędrcowi, jednak po zabójstwie Saphira i rozmowie z Sailor Moon orientuje się kim był domniemany sojusznik. Wówczas wywołuje się walka pomiędzy Diamandem i Mędrcem, w której książę ginie[7]. W mandze zbuntował się przeciw Mędrcowi i zabił swojego brata[11]. Zginął z rąk Sailor Moon i Tuxedo Kamen[12].
- Saphire (jap. 蒼のサフィール Ao no Safīru; Saffir) (od szafiru) – jest młodszym bratem Księcia Diamanda. Jest bardzo związany ze swoim bratem i zakochany z wzajemnością w Petz[13]. Jest alchemikiem i twórcą droidów, których Bractwo Czarnego Księżyca używa do walk z Czarodziejkami[14]. Gdy odkrywa prawdziwe intencje Mędrca, ucieka do Tokio, gdzie zostaje znaleziony przez siostry Ayakashi[13]. Odrzuca propozycję porzucenia bractwa i bycia z Petz – zamiast tego postanawia odnaleźć brata i przekazać mu informacje na temat Mędrca. Nie dochodzi jednak do rozmowy między braćmi, gdyż Saphire zostaje zabity przez Mędrca[7]. W mandze, z rozkazu Mędrca usiłował zabić swojego brata, jednak sam zginął z jego ręki[11].
- Esmeralda (jap. 翠のエスメロード Midori no Esumerōdo; Esmeraude) (od szmaragdu) – przejmuje obowiązki ładowania kryształowych punktów, ciemną energią i szukania srebrnego kryształu oraz Chibiusy, po śmierci Rubeusa[15]. Jest zakochana w księciu Diamandzie, lecz bez wzajemności, co powoduje u niej chorobliwą zazdrość. Pomaga Tuxedo Mask w uratowaniu Sailor Moon, gdyż nie chce dopuścić do utworzenia związku pomiędzy nią a Diamando. Pragnąc zdobyć serce ukochanego, prosi o pomoc Mędrca – ten jednak ją zwodzi i przemienia w smoka, który atakuje Kryształowe Tokio. Podczas walki zostaje zabita przez Sailor Moon[16]. W mandze ginie z ręki Tuxedo Kamen, po ataku Tuxedo La Smoking Bomber[17].
- Karmazynowy Rubeus (jap. (紅のルベウス Kurenai no Rubeusu; Rubeus) (od rubinu) – członek Rodziny Czarnego Księżyca, którego zadaniem jest odnalezienie Chibiusy oraz Srebrnego Kryształu, a także nagromadzenie ciemnej energii w kryształowych punktach rozsianych po całym Tokio[18]. Jego podwładnymi są siostry Ayakashi, którymi gardzi. Po ich utracie, porywa Inner Senshi na pokład powietrznego statku podobnego z wyglądu do UFO, by zwabić Usagi i Chibiusę w pułapkę i jednocześnie odebrać Srebrny Kryształ. W walce z wojowniczkami ponosi porażkę i ginie w wyniku eksplozji statku[19]. W mandze porwał wojowniczki na Nemesis, gdzie usiłował poznać plany Mędrca i zginął z jego rąk[20].
- Petzite (jap. ペッツ Pettsu; Petz) – najstarsza z sióstr Ayakashi, zakochana z wzajemnością w Saphirze[13]. Jej przeciwniczką jest Sailor Jupiter[21]. Jej atakiem jest "Dark Power" (ang. ciemna moc). Jest ambitna i marzy o pokonaniu Rubeusa i zajęciu jego miejsca w bractwie, a później nawet o kierowaniu organizacją. Po porzuceniu bractwa przez Beruchite i Kermesite, Rubeus powierza jej broń do zabicia Senshi – Petz jednak nie poprzestaje na walce z wojowniczkami i kieruje swój atak także przeciwko Kalaverite[22]. Ostatecznie zostaje uzdrowiona, wraz z Kalaverite, za pomocą Srebrnego Kryształu, użytego przez Sailor Moon i staje się zwykłą kobietą[22]. W mandze ginie z ręki Sailor Moon[21].
- Kalaverite (jap. (カラベラス Karaberasu; Calaveras) – druga najstarsza z sióstr Ayakashi. Jej przeciwniczką jest Sailor Venus[23]. Atakuje biczem, a jej atak nosi nazwę "Dark Beauty" (ang. ciemna piękność). Jest nieco zazdrosna o sukcesy Petzite. Kiedy jej siostra ją atakuje i poważnie rani, jest zszokowana. Ostatecznie zostaje uzdrowiona, wraz z Petzite, za pomocą Srebrnego Kryształu, użytego przez Sailor Moon i staje się zwykłą kobietą[22].  W mandze ginie z ręki Sailor Moon[23].
- Beruchite (jap. ベルチェ Beruche; Bertier) – trzecia pod względem wieku, najbardziej inteligentna z sióstr Ayakashi. Jej atak nazywa się "Dark Water" (ang. ciemna woda). Jej przeciwniczką jest Sailor Mercury[24]. Po porażce i opuszczeniu przez swoje siostry, postanawia popełnić samobójstwo. Kermesite postanawia jednak odwieść siostrę od tego czynu. Pod jej wpływem, Beruchite postanawia porzucić dotychczasową drogę życia, a następnie zostaje uzdrowiona za pomocą Srebrnego Kryształu, użytego przez Sailor Moon i staje się zwykłą kobietą[25]. W mandze ginie z ręki Sailor Moon[24].
- Kermesite (jap. コーアン Kōan; Koan) – najmłodsza z czterech sióstr Ayakashi. Jej przeciwniczką jest Sailor Mars, a jej atak nazywa się "Dark Fire" (ang. ciemny ogień)[14]. Jej rejonem działania jest świątynia, w której kapłanką jest Rei. Jest zakochana w Rubeusie, jednak bez wzajemności. Gdy zdaje sobie sprawę z obojętności Rubeusa, uświadamia sobie, że była oszukiwana. Wówczas Sailor Jupiter usiłuje zabić Kermesite, jednak zostaje powstrzymana przez Sailor Mars. Ostatecznie Kermesite zostaje uzdrowiona za pomocą Srebrnego Kryształu, użytego przez Sailor Moon i staje się zwykłą kobietą[26]. W mandze ginie z ręki Sailor Moon[14].

## Dubbing japoński
Lista dubbingowanych postaci:
- Kotono Mitsuishi jako Usagi Tsukino (odcinki 51-89)
- Kae Araki jako Chibiusa Tsukino (odcinki 60-89) oraz Usagi Tsukino (odcinki 47–50)
- Aya Hisakawa jako Ami Mizuno
- Emi Shinohara jako Makoto Kino
- Michie Tomizawa jako Rei Hino
- Rika Fukami jako Minako Aino
- Tohru Furuya jako Mamoru Chiba (Tuxedo Kamen)
- Taeko Nakanishi jako Makaiju (Drzewo Zła i Ciemności)
- Yumi Touma jako Natsumi Ginga (Anna)
- Hikaru Midorikawa jako Seijūrō Ginga (Ail)
- Keiko Han jako Luna
- Yasuhiro Takato jako Artemis
- Eiji Maruyama jako Mędrzec
- Kaneto Shiozawa jako Książę Diamand
- Tsutomu Kashiwakura jako Saphir
- Mami Koyama jako Esmeralda
- Megumi Ogata jako Petz
- Akiko Hiramatsu jako Karaberas
- Wakana Yamazaki jako Koan
- Yuri Amano jako Beruche
- Wataru Takagi jako Rubeus

## Różnice pomiędzy mangą i anime
- W anime serii R Diamand próbuje pocałować Usagi, jednak uniemożliwia to Mamoru; w mandze natomiast doszło do pocałunku.
- Wątek Ali i Anny został stworzony specjalnie na potrzeby anime. W mandze nie występują te postacie.
- W mandze siostrą księcia Diamanda była Esmeralda – która w anime odgrywała zupełnie inną rolę. Była to kobieta zakochana w księciu, na którą on nie zwracał uwagi.
- W mandze wszystkie siostry Ayakashi zostają zabite przez Sailor Moon. W anime zostały one zmienione przez Sailor Moon, przy pomocy Srebrnego Kryształu, w zwykłe kobiety.
- W mandze Tuxedo używa ataku "Takishido la Smoking Bomb", w anime rzuca jedynie różami.
- Chibiusa w mandze wiedziała, że Usagi to jej przyszła matka; w anime przez długi czas nie zdawała sobie z tego sprawy.
- W anime wszystkie wojowniczki podróżowały do przyszłości. W mandze jedynie Sailor Moon, Venus i Tuxedo.
- Diana (szara kotka, córka Luny i Artemisa) pojawiła się w mandze w serii R. W anime miało to miejsce dopiero w serii SuperS.
- Dzięki pomocy Sailor Pluto w mandze zostają odzyskane 2 Srebrne Kryształy. W anime Sailor Moon nigdy w czasie serii swojego nie straciła, a kryształ Chibiusy znajdował się w jej sercu.
- W mandze Sailor Pluto używa zaklęcia: "Zatrzymanie Czasu!", po czym ginie. W anime zaklęcie to pojawia się dopiero w serii Super.